# 安石站
安石站（韓語：안석역）是朝鮮民主主義人民共和國南浦市温泉郡的一個鐵路車站，属于南洞线 ，废止时间不详。

## 邻近车站
南洞线
平南温泉站 - 安石站 - 丰井站